# Orsolya Englert
Orsolya Englert (Budapest, 23 agosto 1980) è un'ex cestista ungherese.

## Carriera
Con l'Ungheria ha disputato due edizioni dei Campionati europei (2003, 2009).